# Juan Emilio Roca Andrade
Juan Emilio Roca Andrade (Guayaquil, ¿?-Guayaquil, 14 de abril de 1893) fue un político ecuatoriano.

## Biografía
Nacido y fallecido en la ciudad de Guayaquil, hijo del expresidente Vicente Ramón Roca, expresidente del Ecuador y de Juana Andrade Fuente Fría, ambos de origen guayaquileño.
Sus estudios primarios y secundarios se dieron en su ciudad natal, en el Colegio Seminario en donde se graduó de Bachiller en Filosofía y Letras. Aquel colegio se ubicaba a un costado de la Iglesia Matriz dando así el nombre a la calle adjunta que hoy Ballén. Siendo presidente su padre ingresó a la Facultad de Jurisprudencia de la Universidad Central del Ecuador en donde consigue su grado doctoral y regresa a Guayaquil para incorporarse de abogado en la Corte Superior de Justicia del Guayas, allí ocupa el cargo de Ministro y Presidente.
Fue Senador y Diputado por el Guayas, además de Gobernador de la provincia y de Presidente del Muy Ilustre Concejo Cantonal en 1879-1880, también en 1889. Como buen escritor colaboró en los diarios de su época, como el Diario de Avisos, siendo notables sus escritos de índole política, pues militó siempre en las filas del Partido Liberal. Por motivos políticos en el año 1869, fue desterrado a la ciudad de Lima, regresando a la Patria en 1875, después de la muerte del Presidente Dr. Gabriel García Moreno, fijando su residencia en esta ciudad. 
Se casó 2 veces, primero con Dolores Marcos Aguirre, y viudo, segundo con Catalina Aspiazu Campos. 